# Ulica Rakowicka w Krakowie
Ulica Rakowicka – ulica w Krakowie, w dzielnicy II Grzegórzki biegnąca od ulicy Lubicz do rzeki Białuchy, przez Wesołą i Warszawskie. 
Jej nazwa nawiązuje do wsi Rakowice – ku której biegła od strony centrum miasta – obecnie będącej częścią Krakowa, odległej o około 2 km w kierunku północno-wschodnim. 

## Historia
Ulica powstała wraz z wytyczeniem Cmentarza Rakowickiego w latach 1800–1803. Początkowo rozpoczynała się od skrzyżowania z ul. Topolową, która przed budową dworca kolejowego Kraków Główny stanowiła połączenie z centrum Krakowa. Na skrzyżowaniu z ul. Topolową znajdowała się neogotycka rogatka miejska.
W 1847 r. ulicę przedłużono wzdłuż Parku Strzeleckiego do ulicy Lubicz. W latach 1912 i 1959 tę nazwę stopniowo nadawano kolejnym odcinkom w kierunku Białuchy. 
Służyła jako droga do bastionu IVb Twierdzy Kraków, który powstał w latach 1854–1855 w okolicy Cmentarza.
W 1912 przeprowadzono linię tramwajową na odcinku między ul. Lubicz i Topolową. W 1934 r. wydłużono ją na północ do bramy cmentarza Rakowickiego. Po 1945 r. powstała pętla tramwajowa między ul. Rakowicką a aleją płk. Władysława Beliny-Prażmowskiego.

## Obiekty
Zabudowa południowego odcinka pochodzi w większości z lat 1875–1930. Łączą się tu style: historyzująco-secesyjny, neorenesansowy i eklektyczny. Z kolei odcinek na północ od skrzyżowania z ul. Aleksandra Lubomirskiego posiada charakter alei wysadzanej drzewami, otoczonej bardziej urozmaiconą zabudową. Znajdują się tu m.in.:
- otoczony ogrodem neorenesansowy Gmach Główny Uniwersytetu Ekonomicznego w Krakowie z 1893, będący pierwotnie Schroniskiem im. Lubomirskich
- Kościół Niepokalanego Poczęcia Najświętszej Maryi Panny i klasztor karmelitów bosych
- zabudowania wojskowe: neobarokowe koszary (obecnie z Muzeum 2 Korpusu Zmechanizowanego w Krakowie) oraz gmach zbrojowni z halą produkcyjną
- Cmentarz Rakowicki otwarty w 1803 r.
- budynek dawnej rogatki miejskiej w stylu historyzująco-modernistycznym
- Muzeum Fotografii w dawnym gmachu zbrojowni
- Archiwum Narodowe w Krakowie

Północny fragment (za skrzyżowaniem z ul. biskupa Jana Prandoty) biegnie ponadto wzdłuż cmentarza wojskowego, jednak oddzielony jest od niego pasem ogródków działkowych.
Pod skrzyżowaniem z ul. Aleksandra Lubomirskiego ulicę Rakowicką prostopadle przecina Tunel Krakowskiego Szybkiego Tramwaju.
Przez ulicę przebiega trasa Małopolskiej Drogi św. Jakuba z Sandomierza do Tyńca.

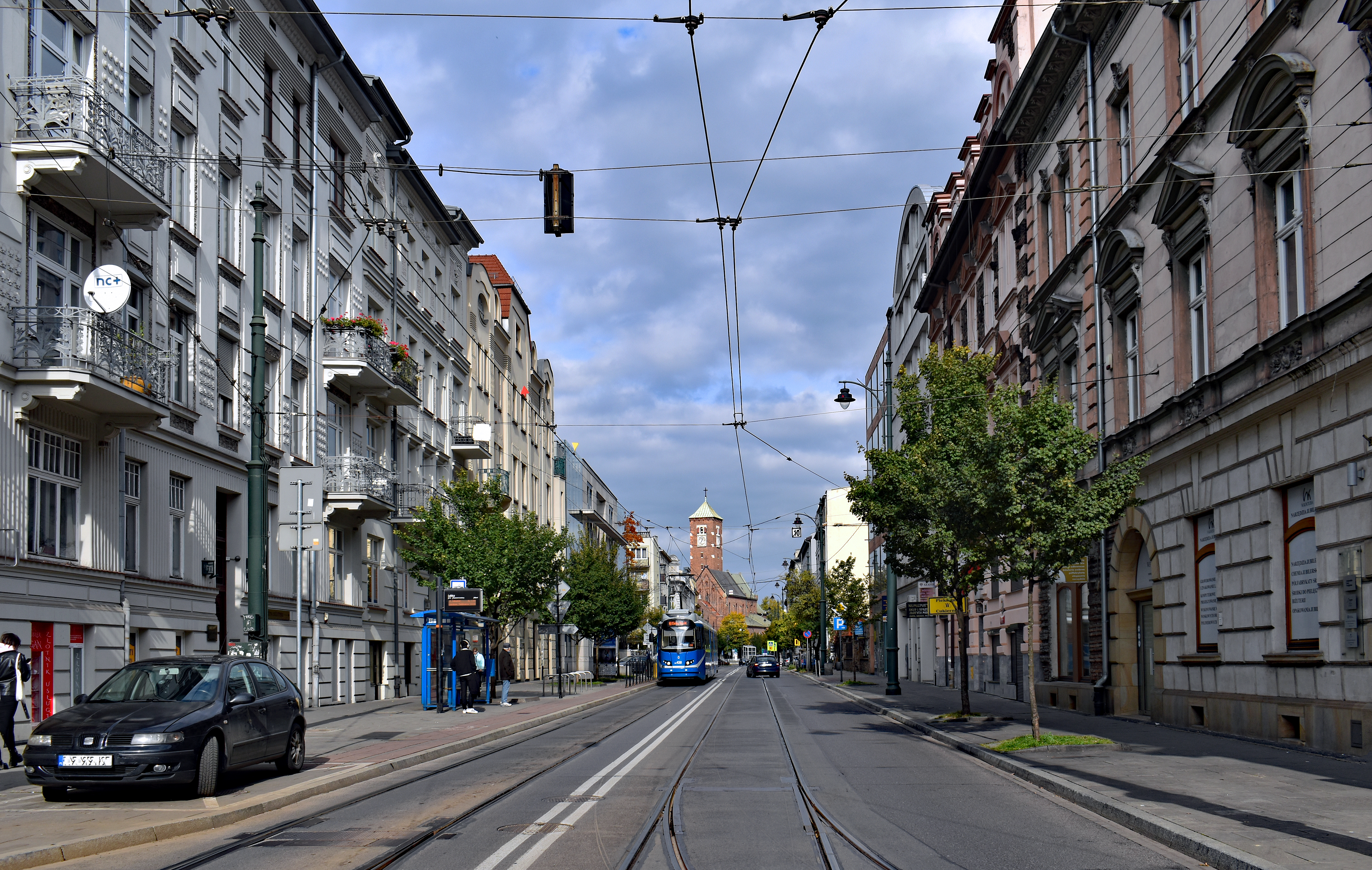
Widziana z ul. Lubicz
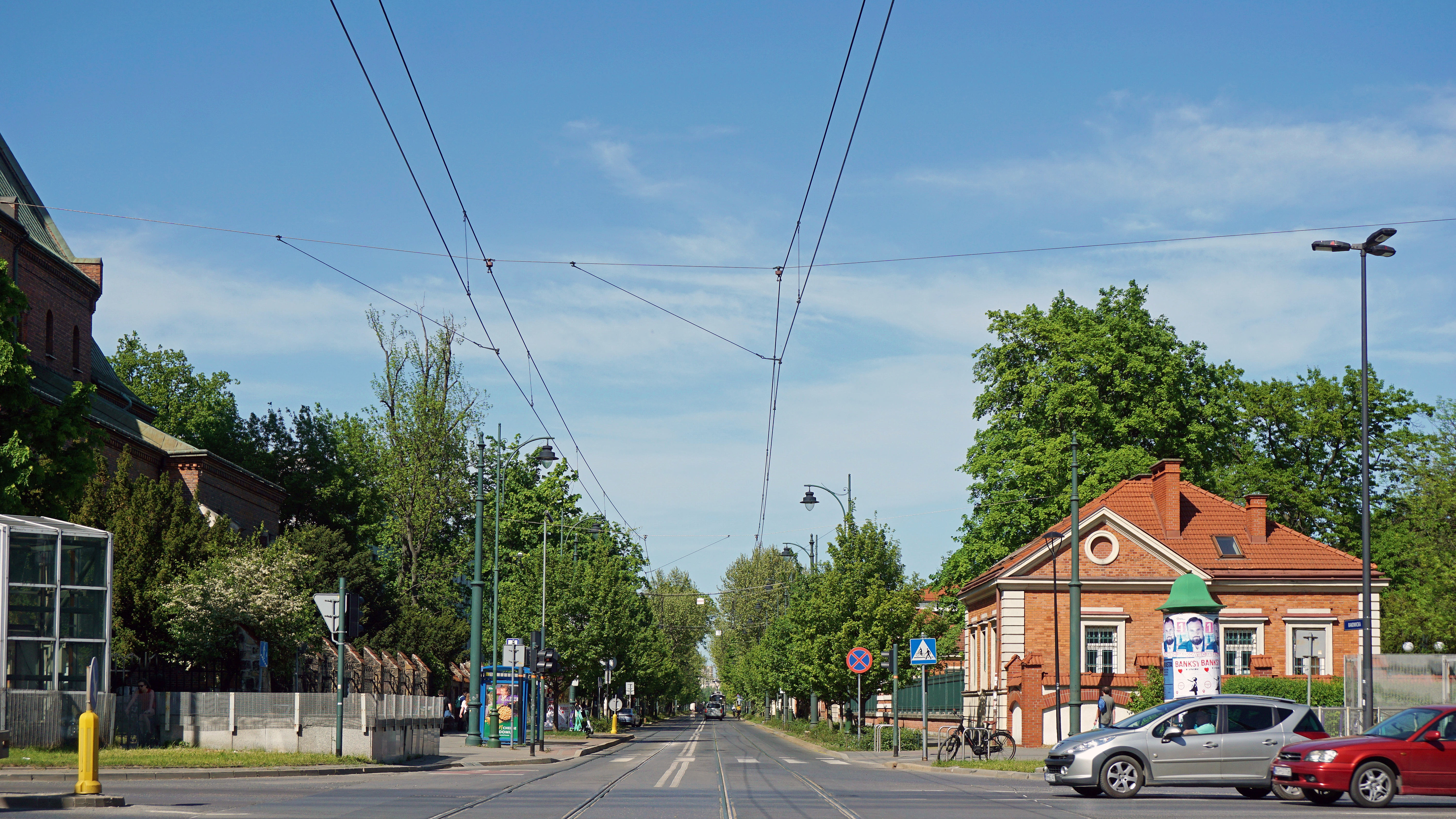
Widok na północ, od skrzyżowania z ulicą Aleksandra Lubomirskiego i ulicą Wita Stwosza
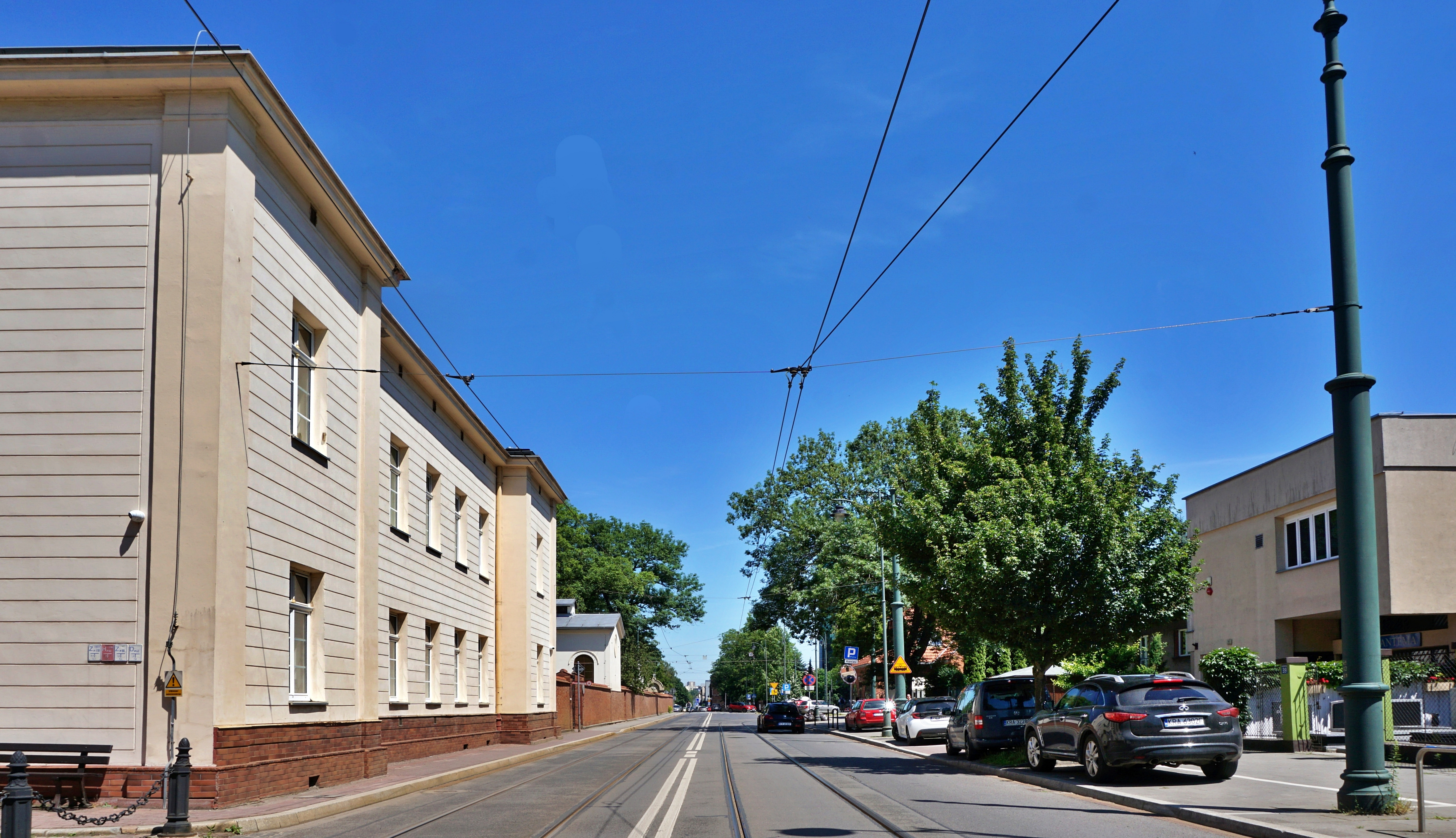
Widok na północ, w rejonie pętli tramwajowej „Cmentarz Rakowicki”
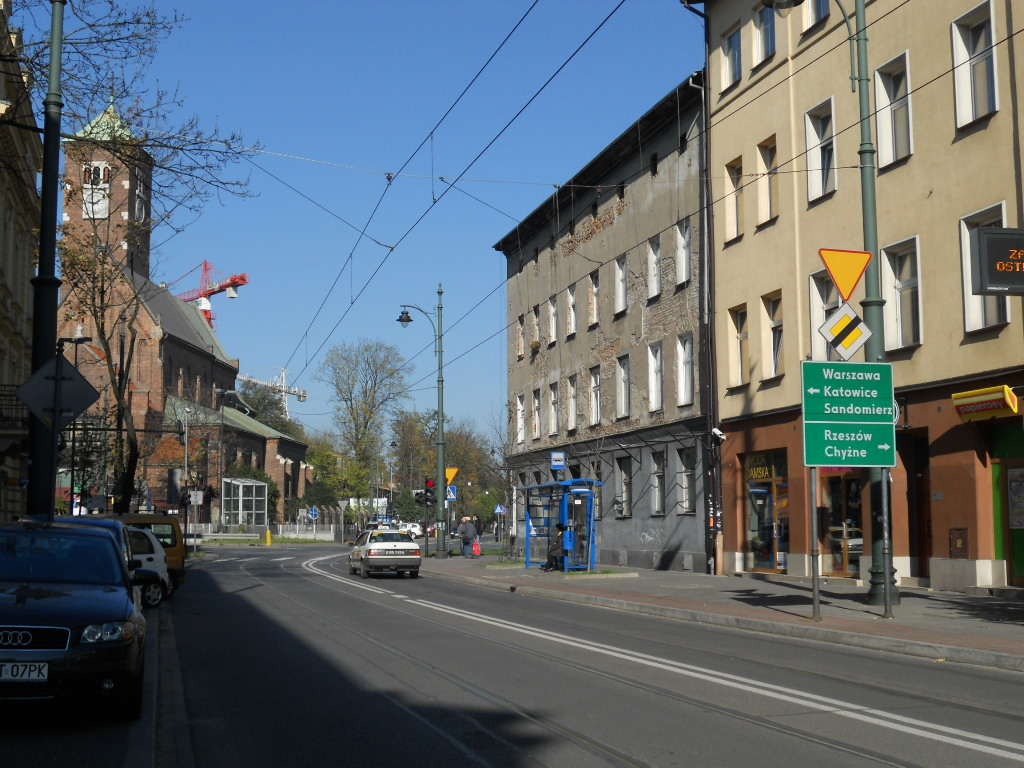
Widok ulicy w kierunku północnym
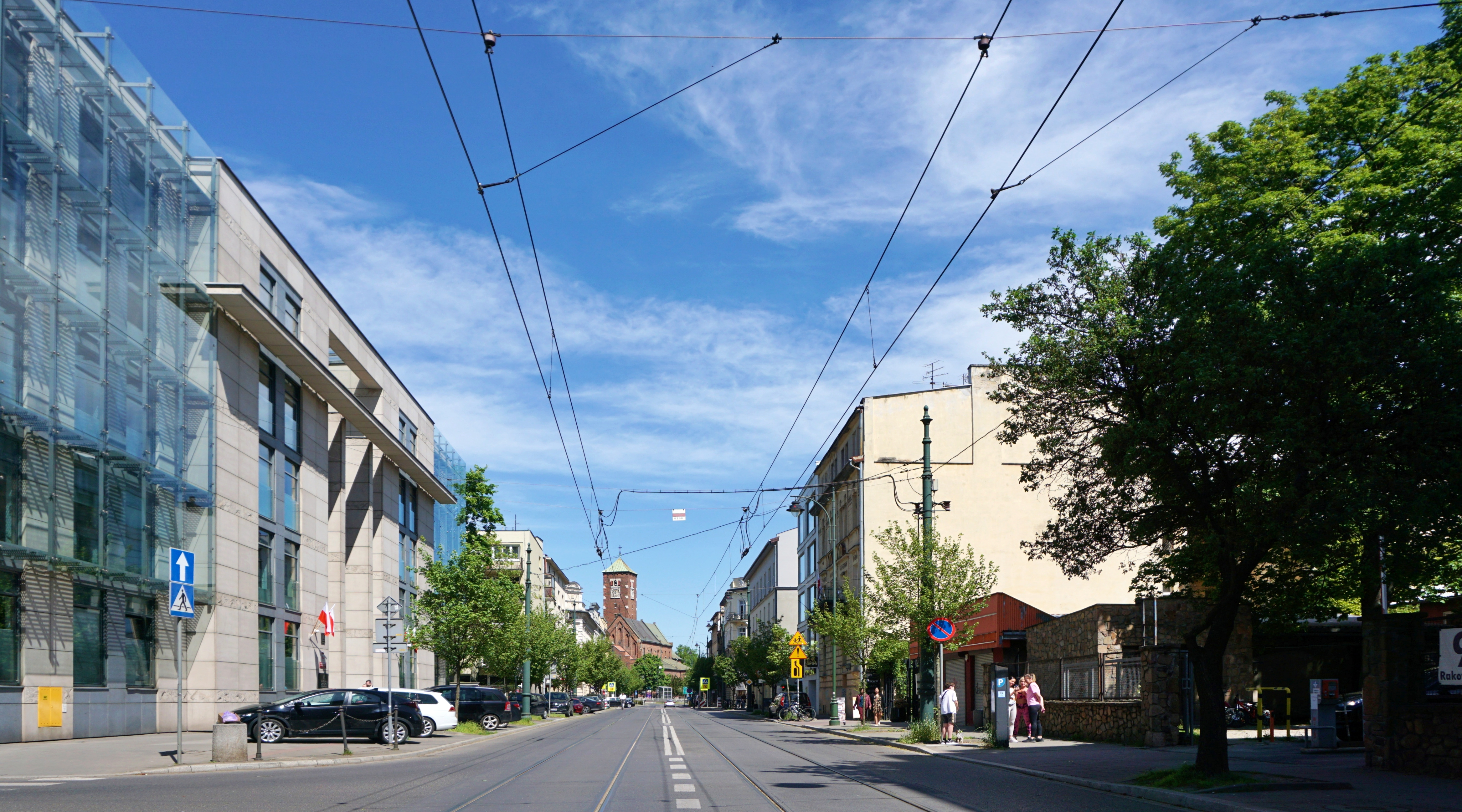
Widok od skrzyżowania z ulicy Kurkowej na północny wschód
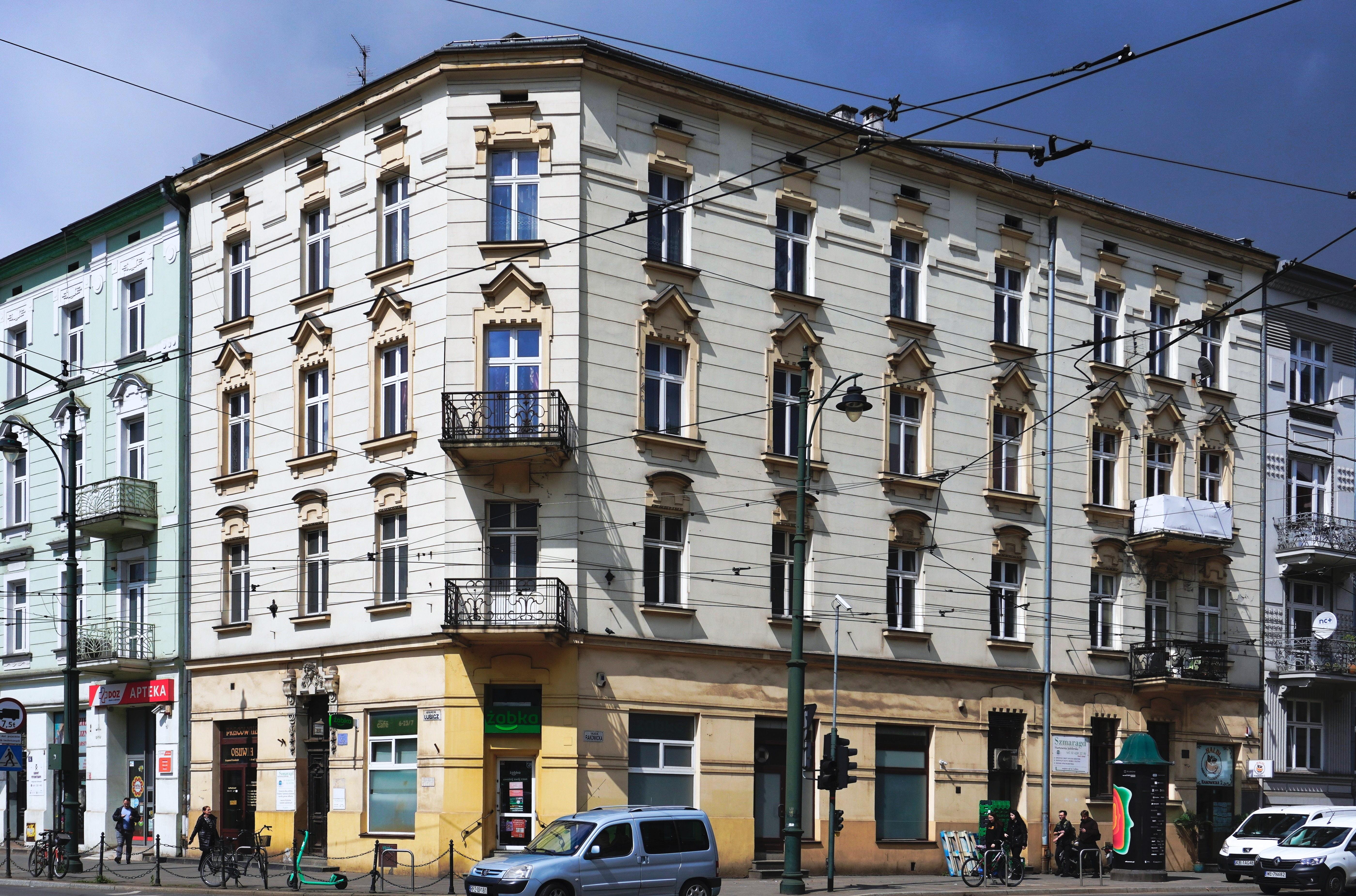
ul. Rakowicka 2 (ul. Lubicz 26) Kamienica (proj. Beniamin Torbe, 1909)
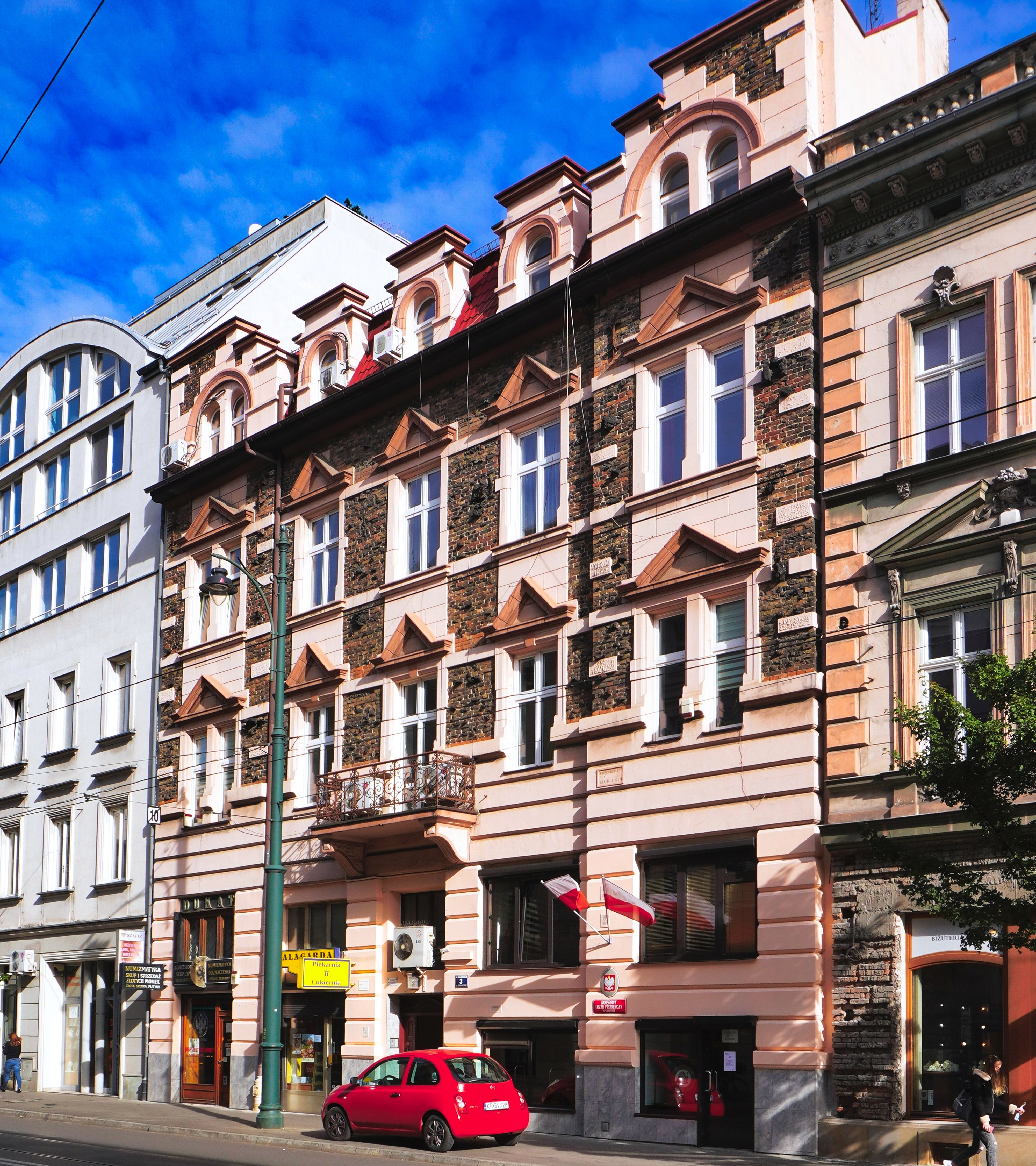
ul. Rakowicka 3 Kamienica (proj. Władysław Kleinberger, 1899–1900)
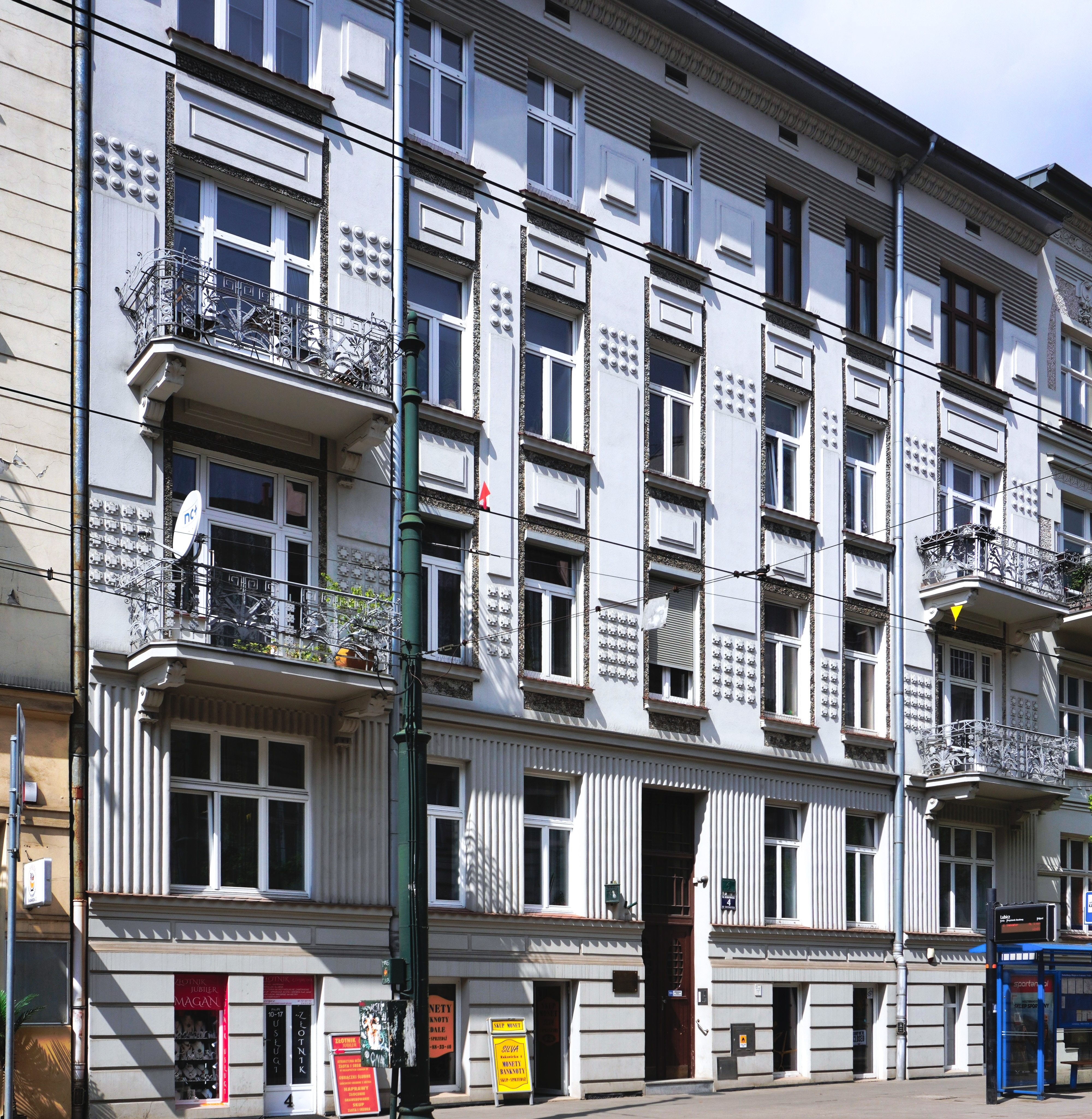
ul. Rakowicka 4 Kamienica (proj. Aleksander Biborski, Antoni Dostal, 1910–1911)
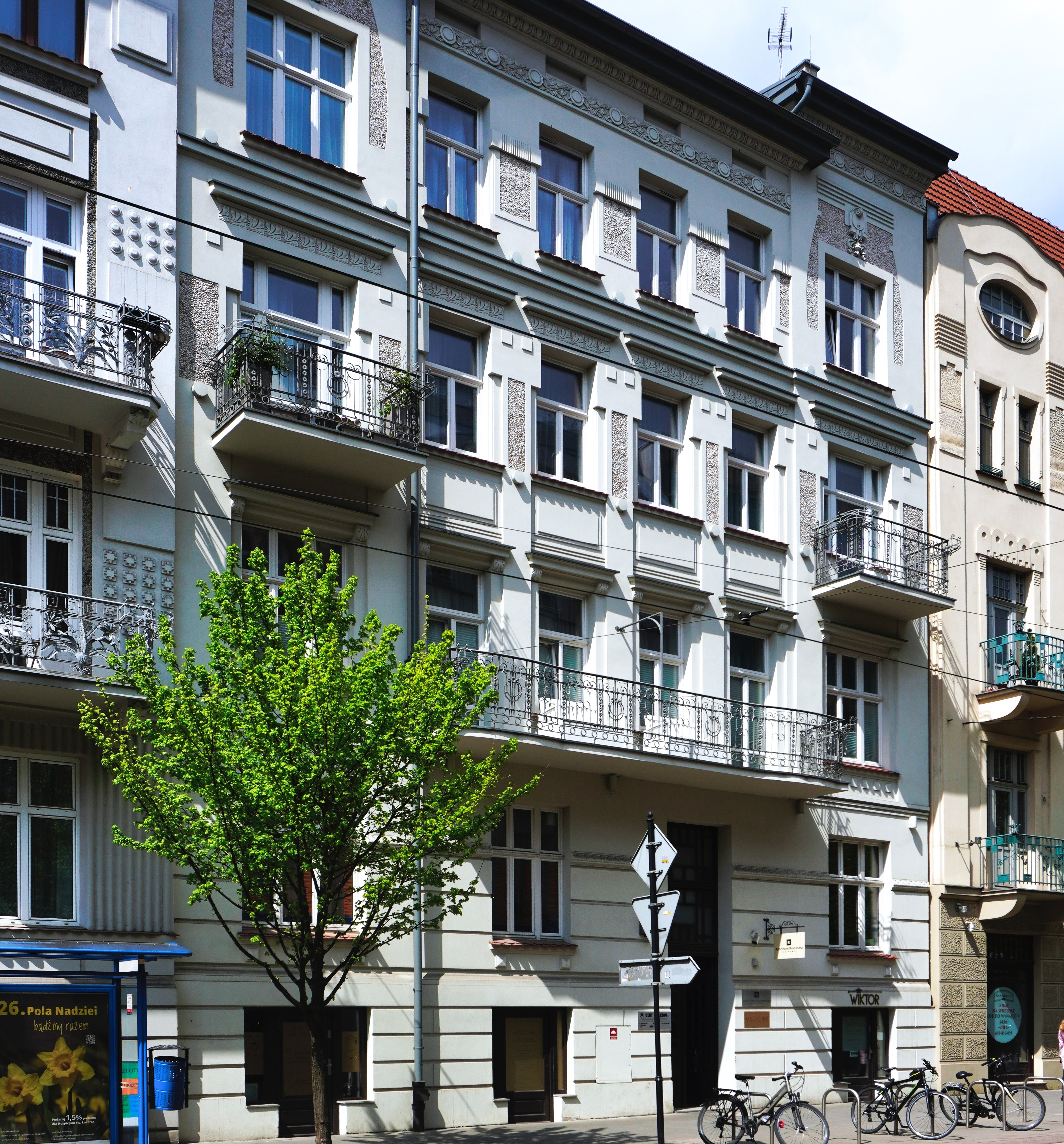
ul. Rakowicka 6 Kamienica (proj. Antoni Dostal, 1910–1911)
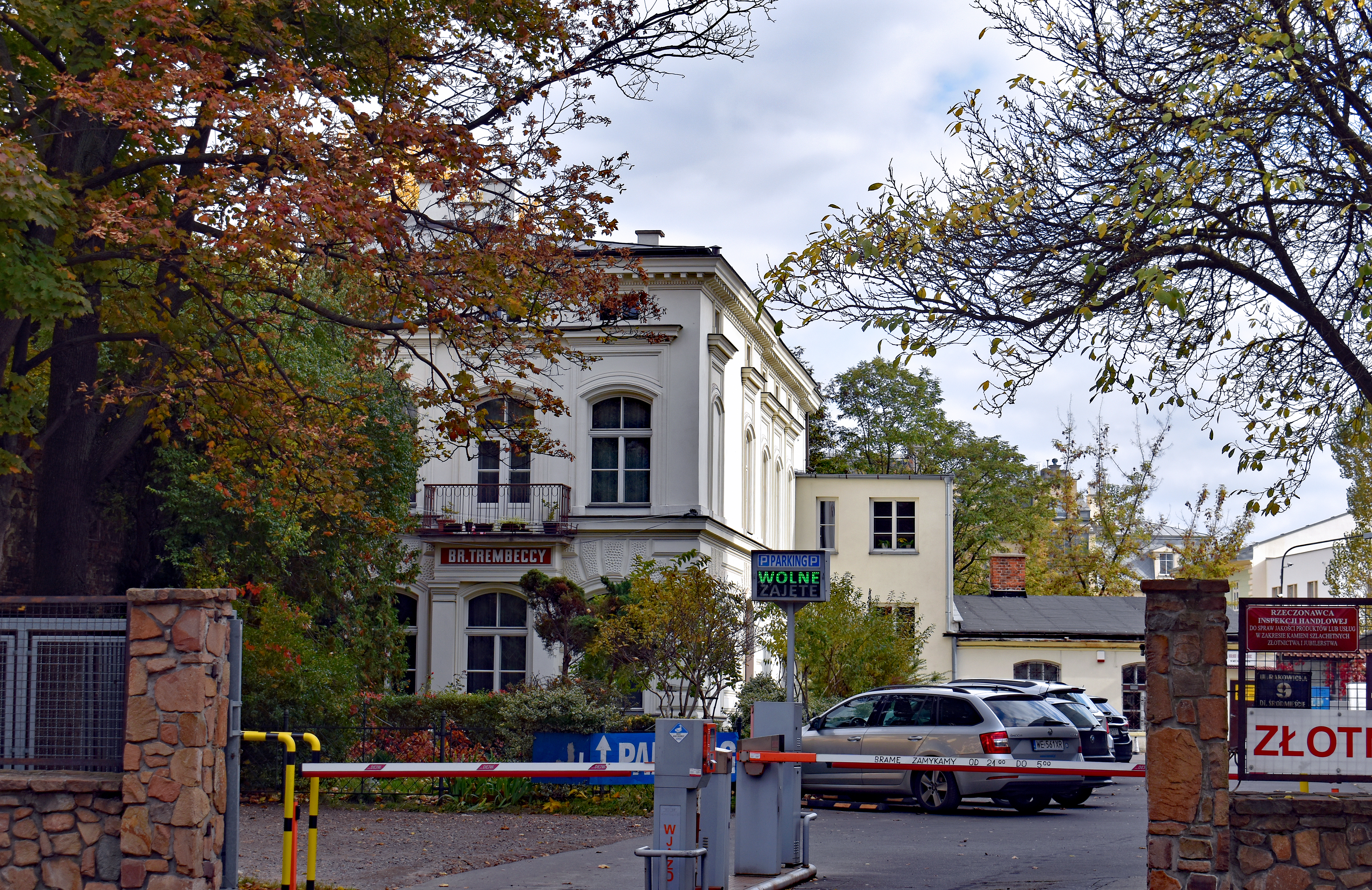
ul. Rakowicka 9 Dawny dom i zakład kamieniarski braci Trembeckich (proj. Maksymilian Nitsch, 1875)
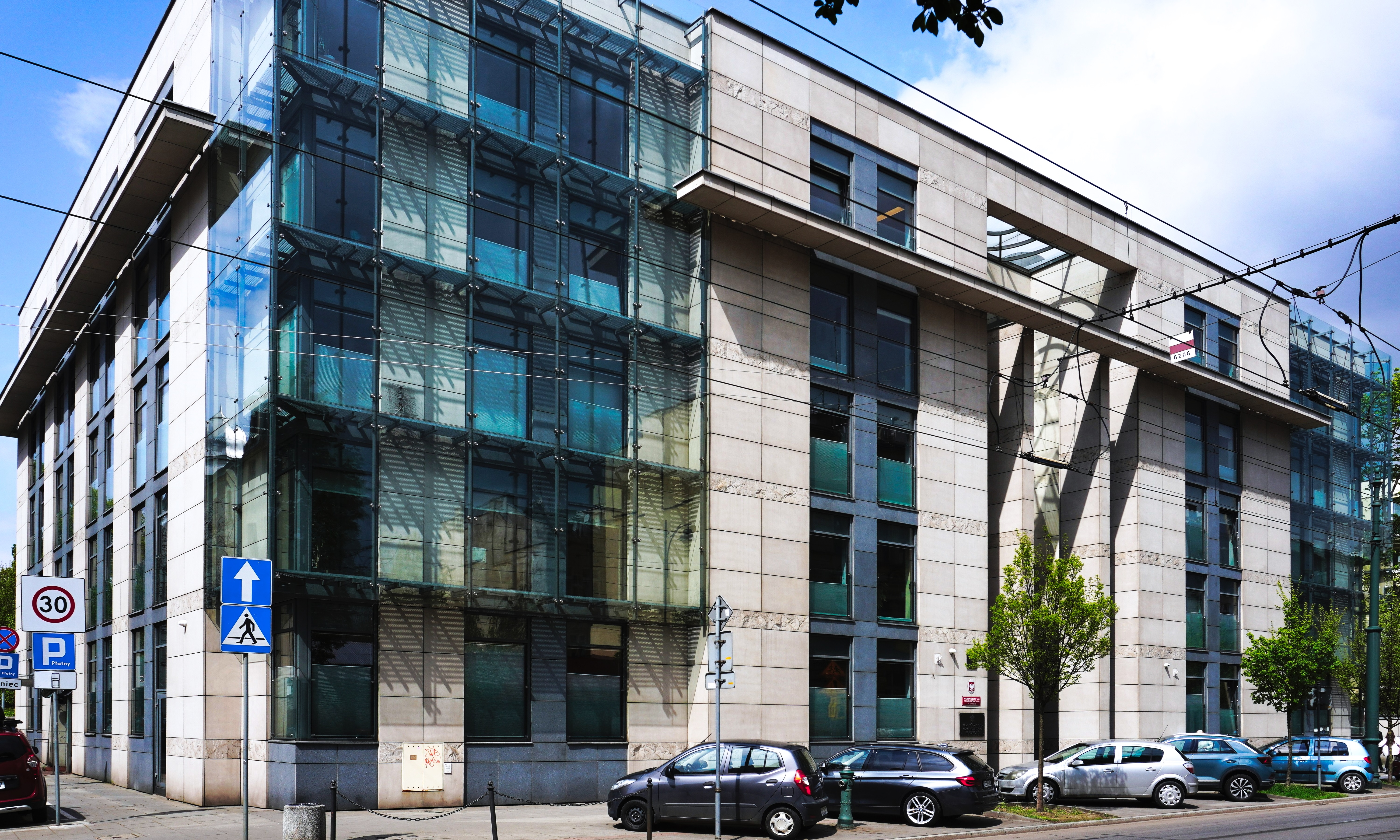
ul. Rakowicka 10 Wojewódzki Sąd Administracyjny
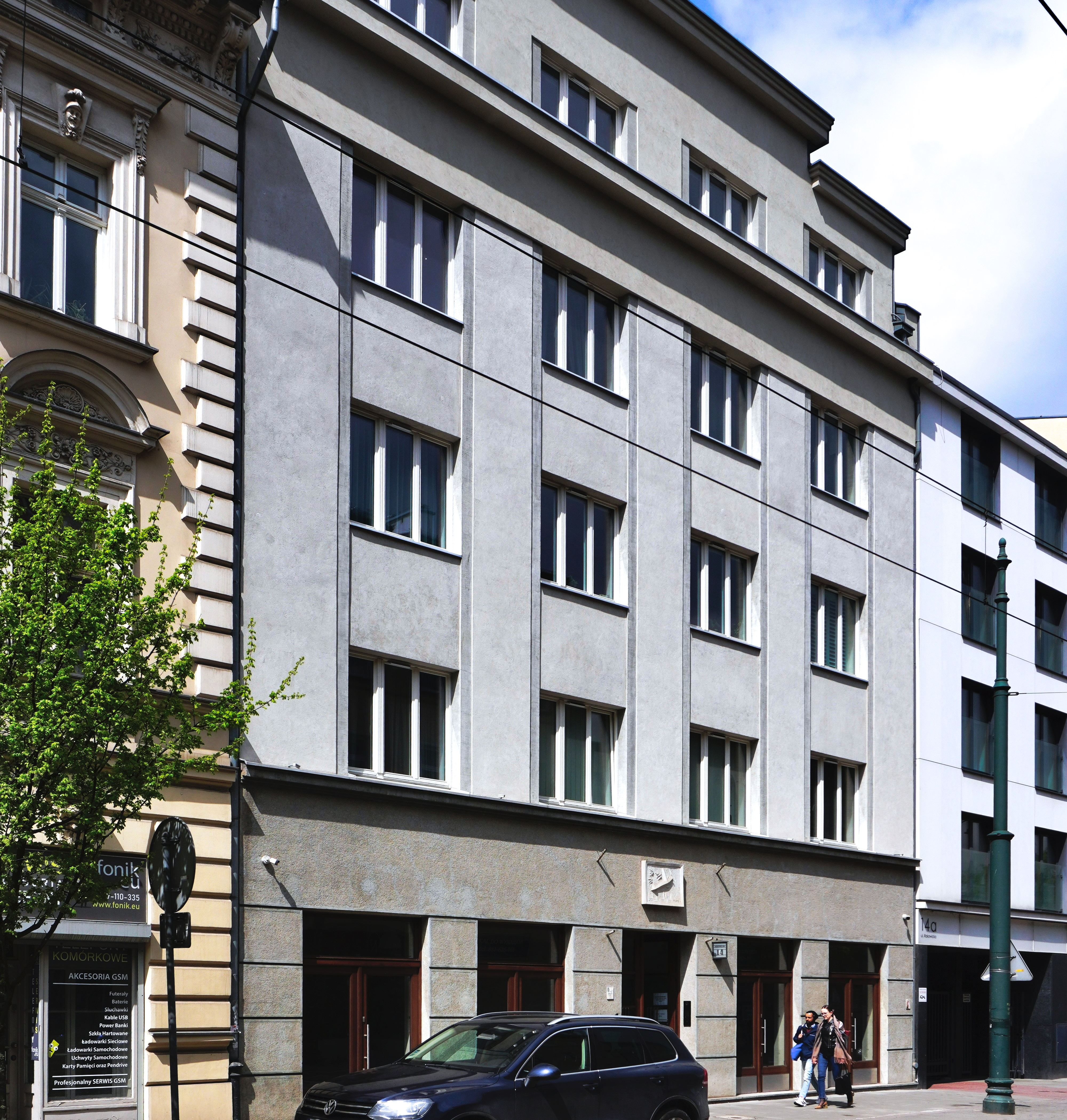
ul. Rakowicka 14 Kamienica (proj. Stanisław Zydroń, Stefan Matuszyński, 1936–1937)
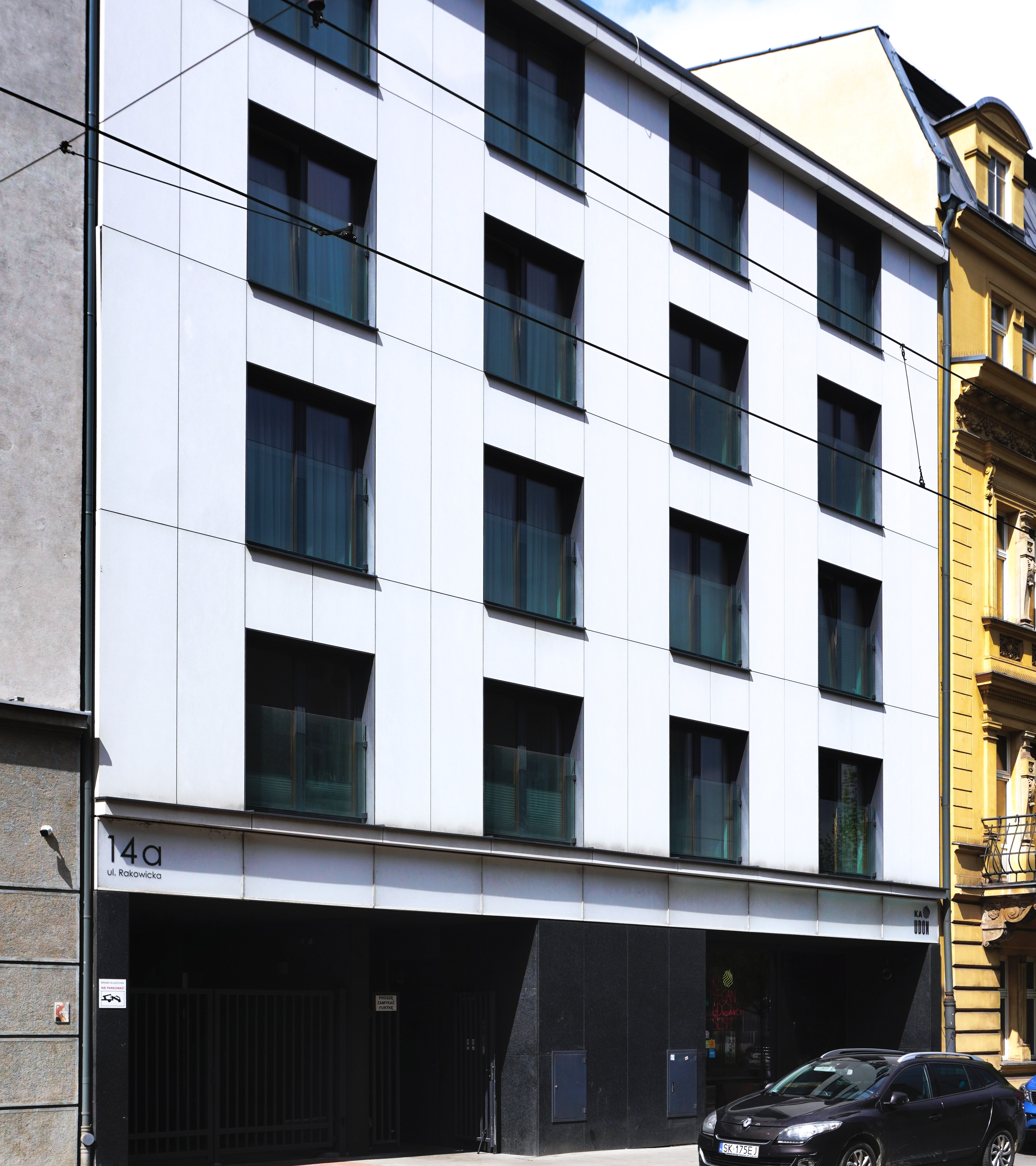
ul. Rakowicka 14a Kamienica (2015–2016)
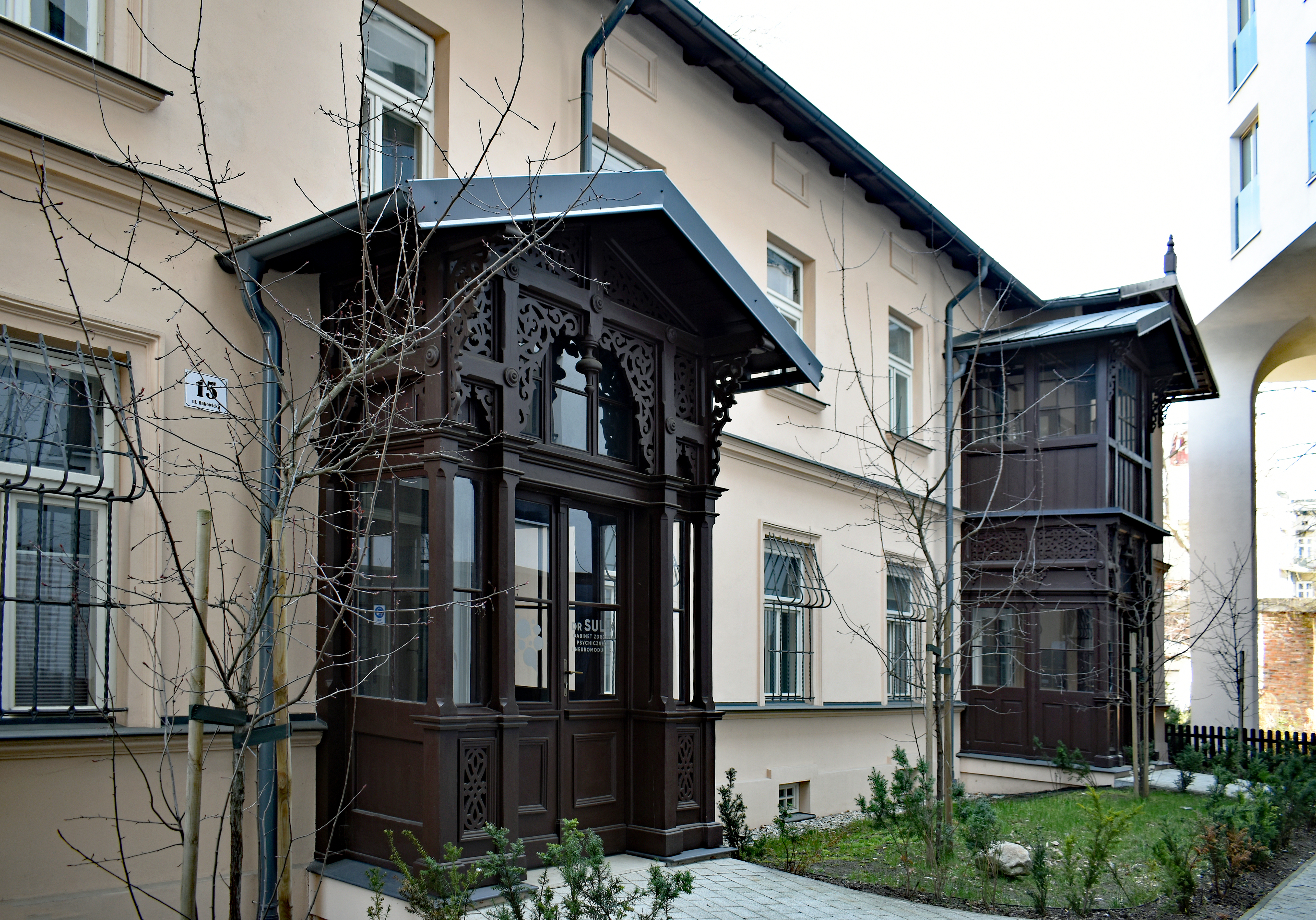
ul. Rakowicka 15 Dawna willa i zakład artystyczno-ślusarski Oremusów (proj. Antoni Łuszczkiewicz, 1878)
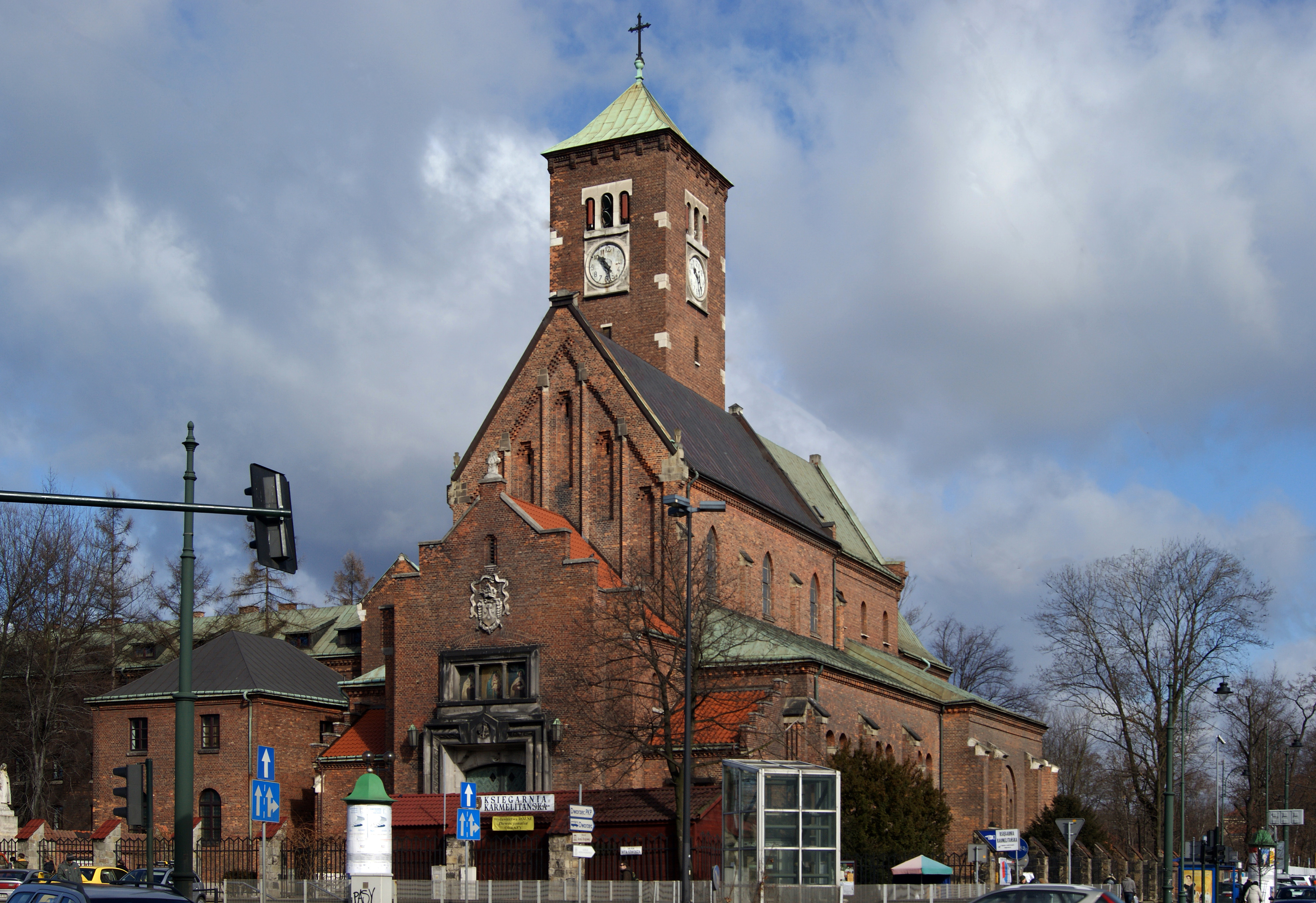
ul. Rakowicka 18 Kościół Niepokalanego Poczęcia Najświętszej Maryi Panny (Karmelitów bosych)
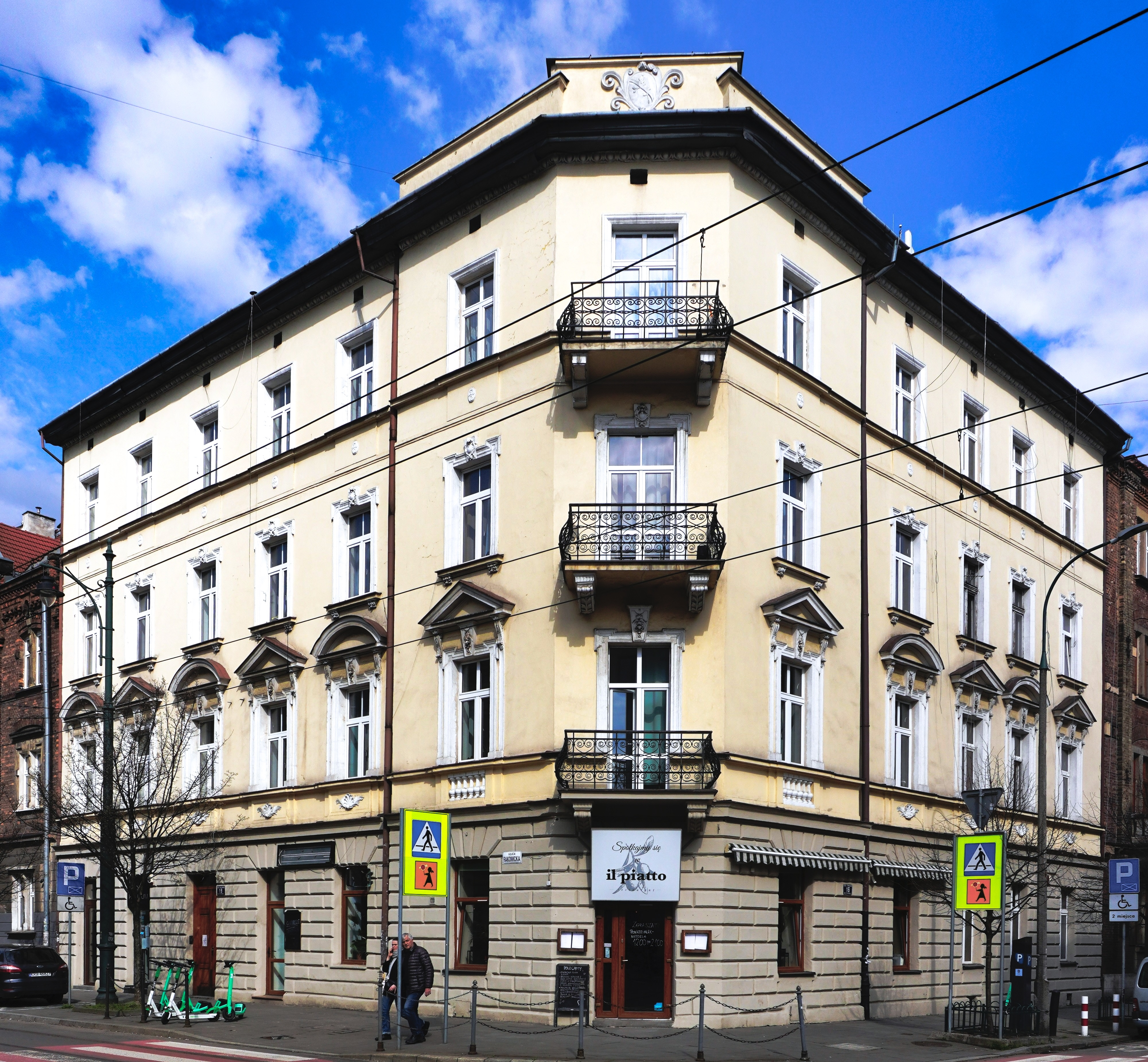
ul. Rakowicka 19 (ul. Topolowa 16) Kamienica (1894–1895)
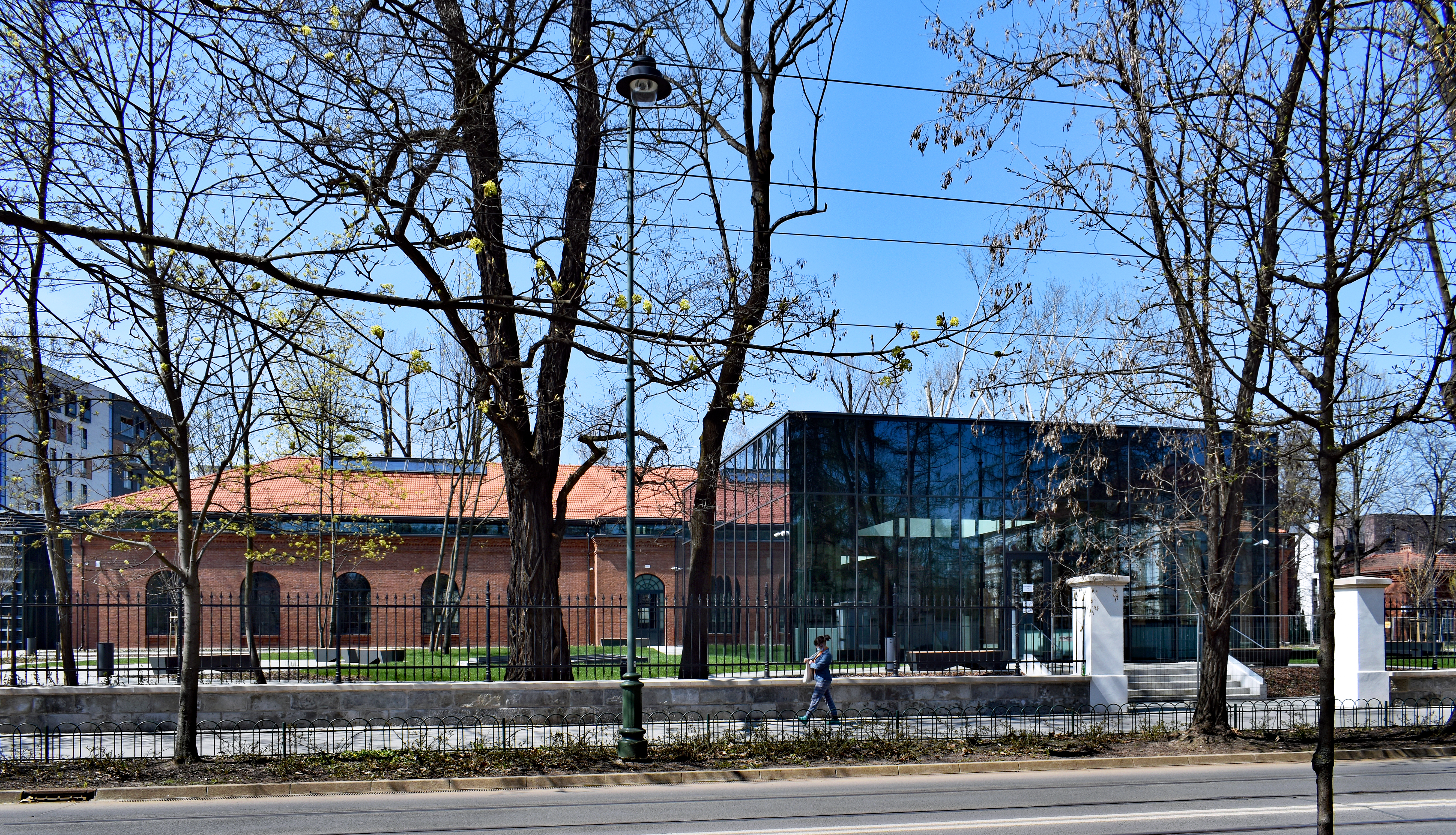
ul. Rakowicka 22. Muzeum Fotografii.
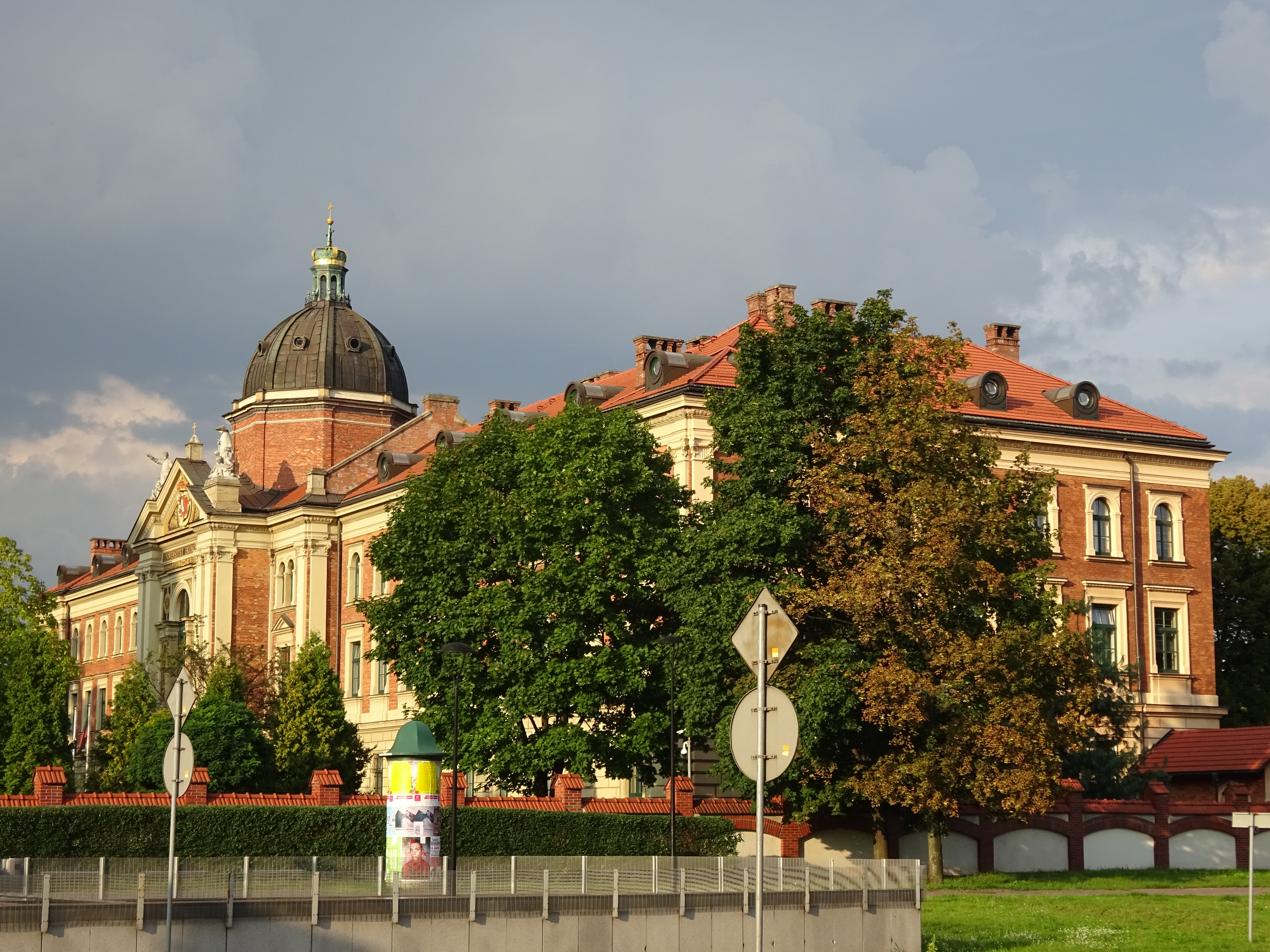
ul. Rakowicka 27 Gmach Główny Uniwersytetu Ekonomicznego
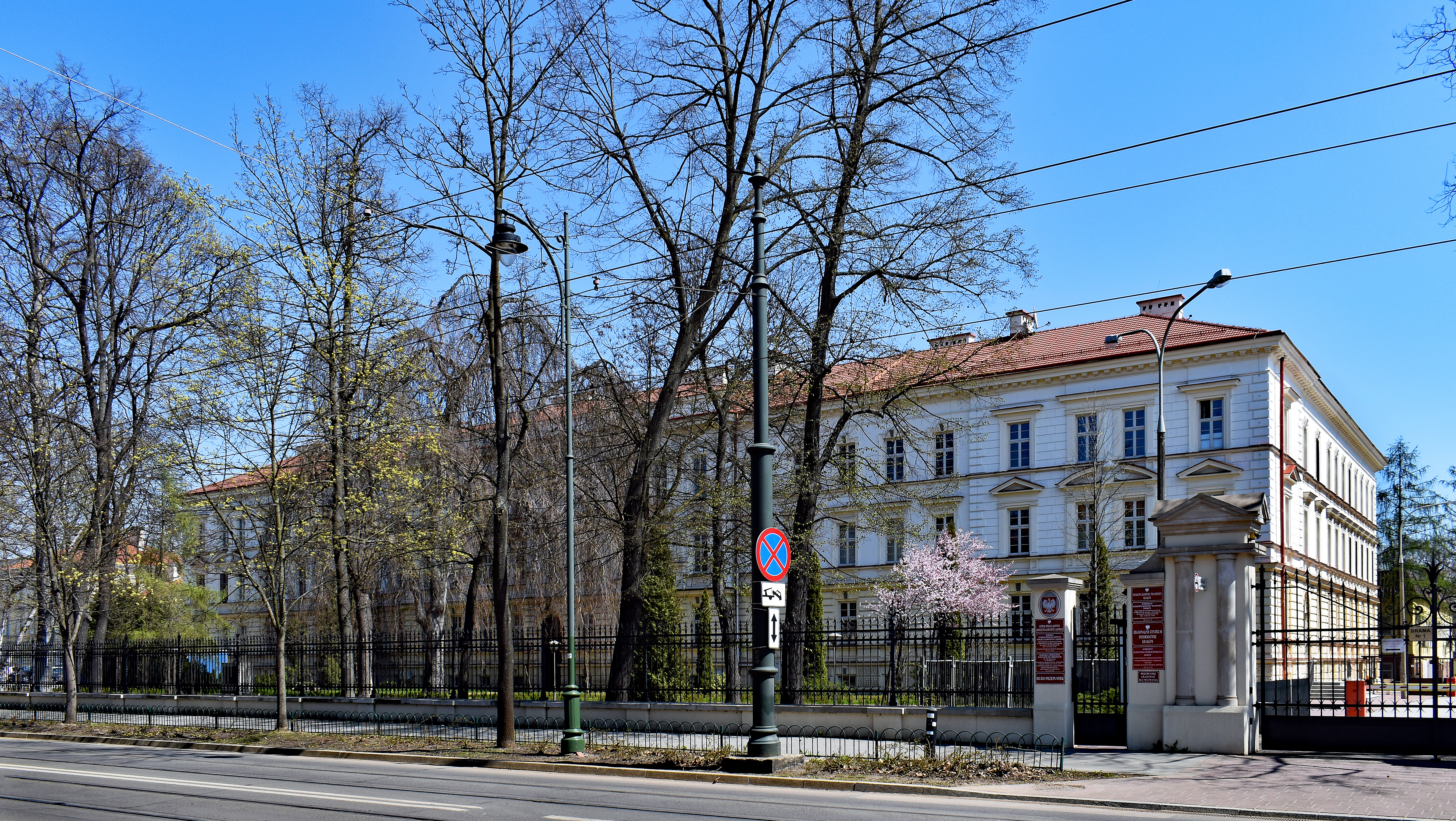
ul. Rakowicka 29. Dawne austriackie koszary artylerii im. Arcyksięcia Leopolda Salwatora
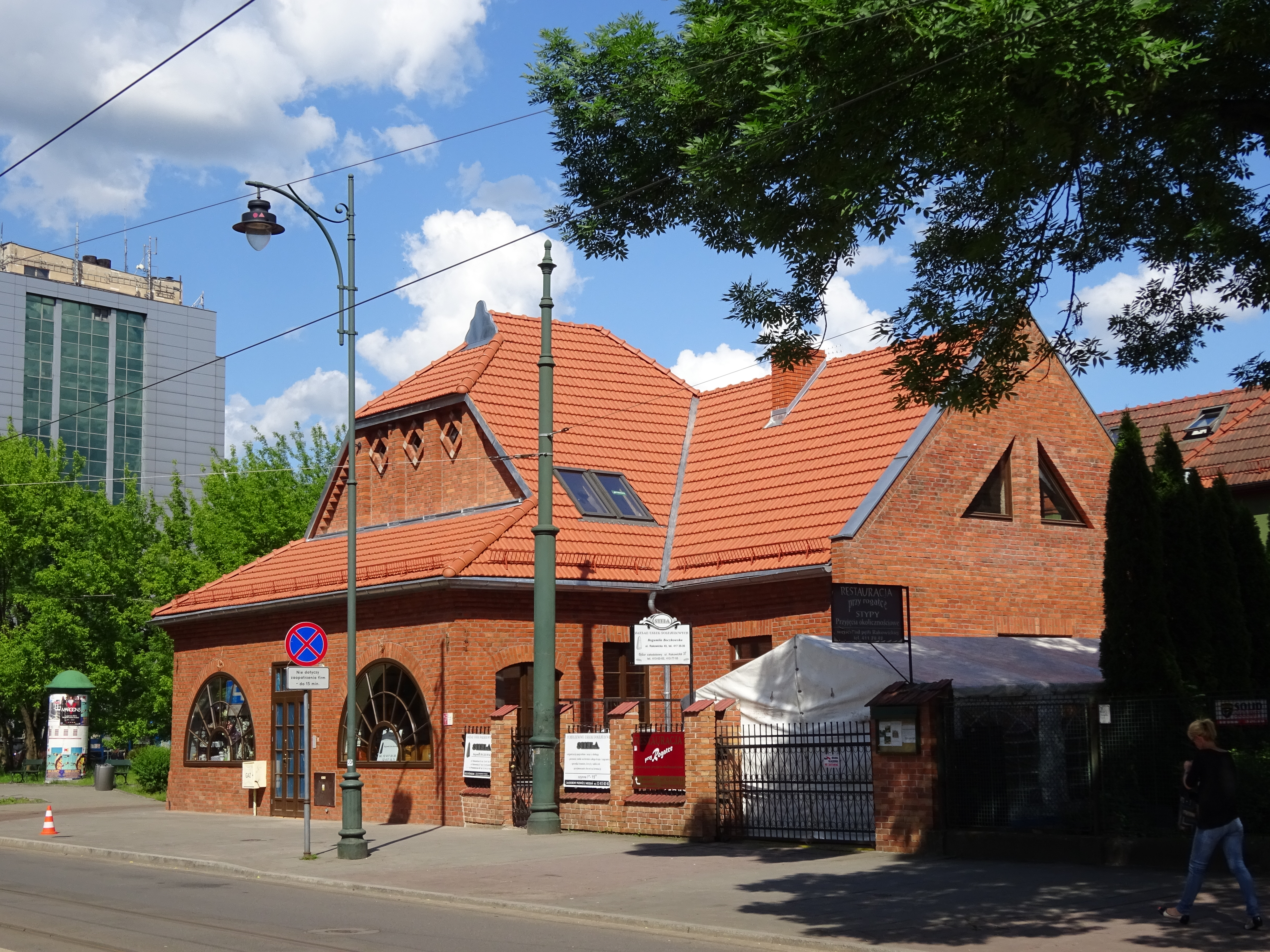
ul. Rakowicka 43 Rogatka Miejska (Olszańska)
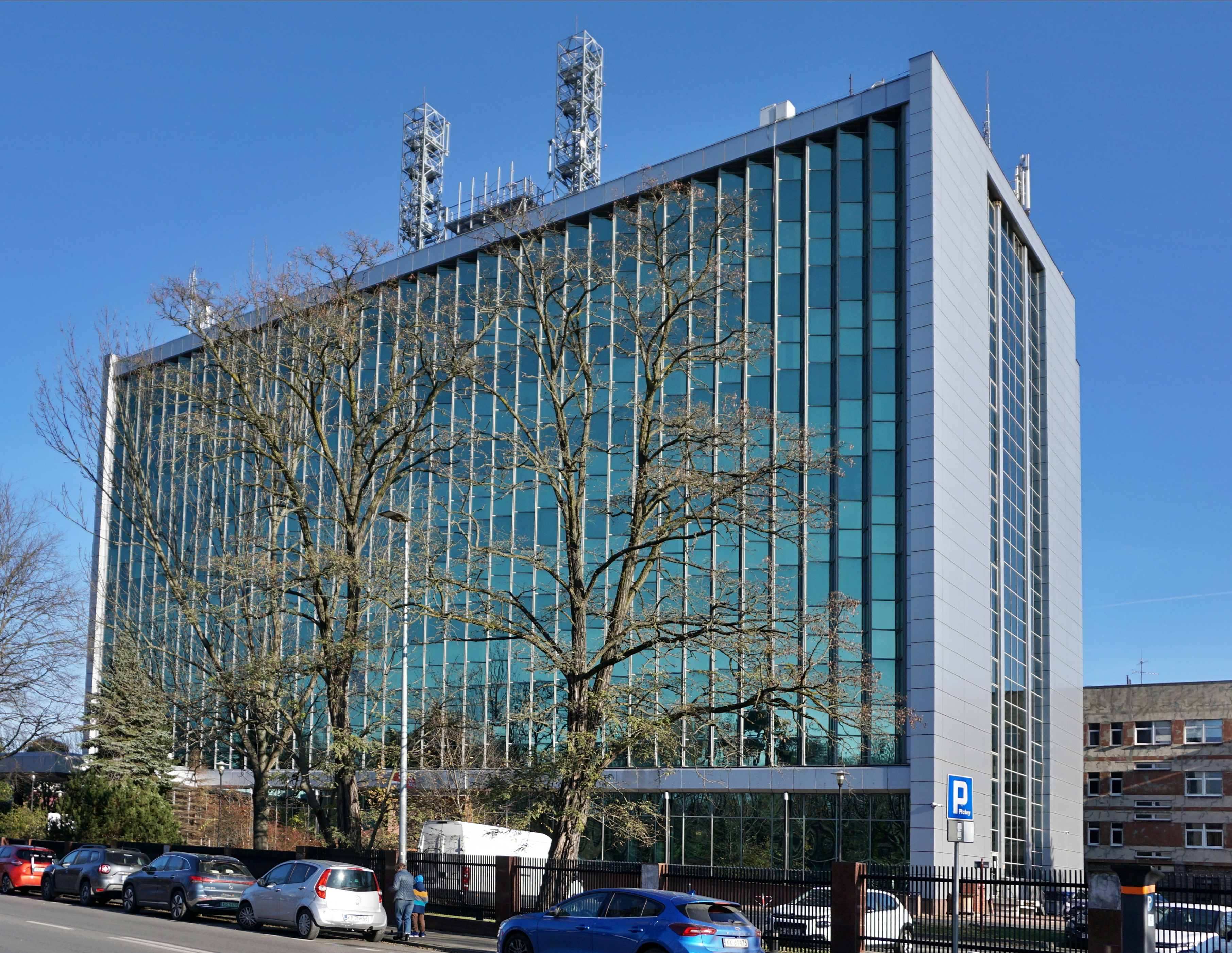
ul. Rakowicka 53 Modernistyczny budynek
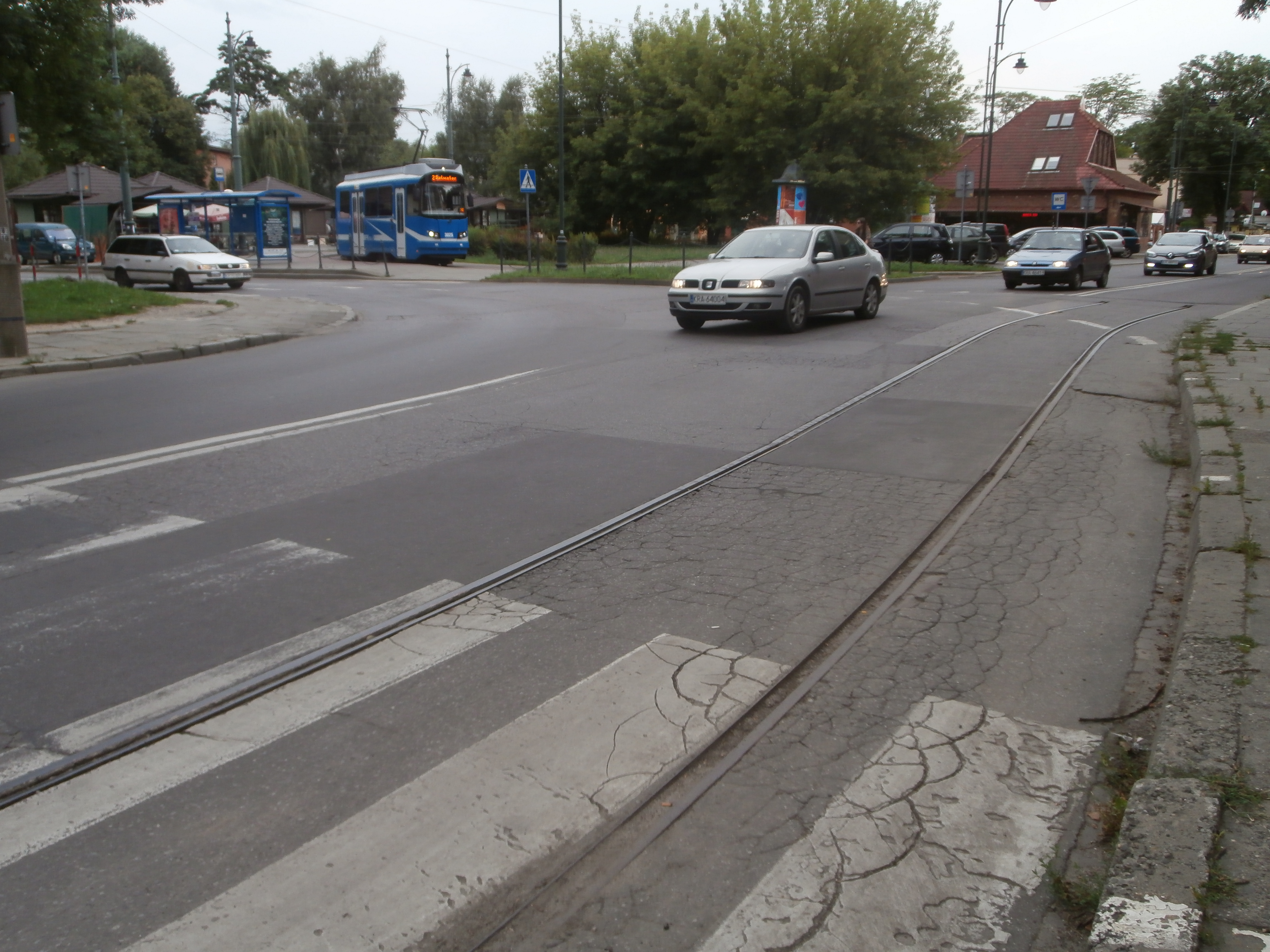
Wypustka torowa na ul. Rakowickiej wykonana wraz z budową pętli w 1934 roku. Budowa przedłużenia trasy w kierunku lotniska w Rakowicach-Czyżynach miała ruszyć w 1939 roku, jednak realizację przerwała wojna.
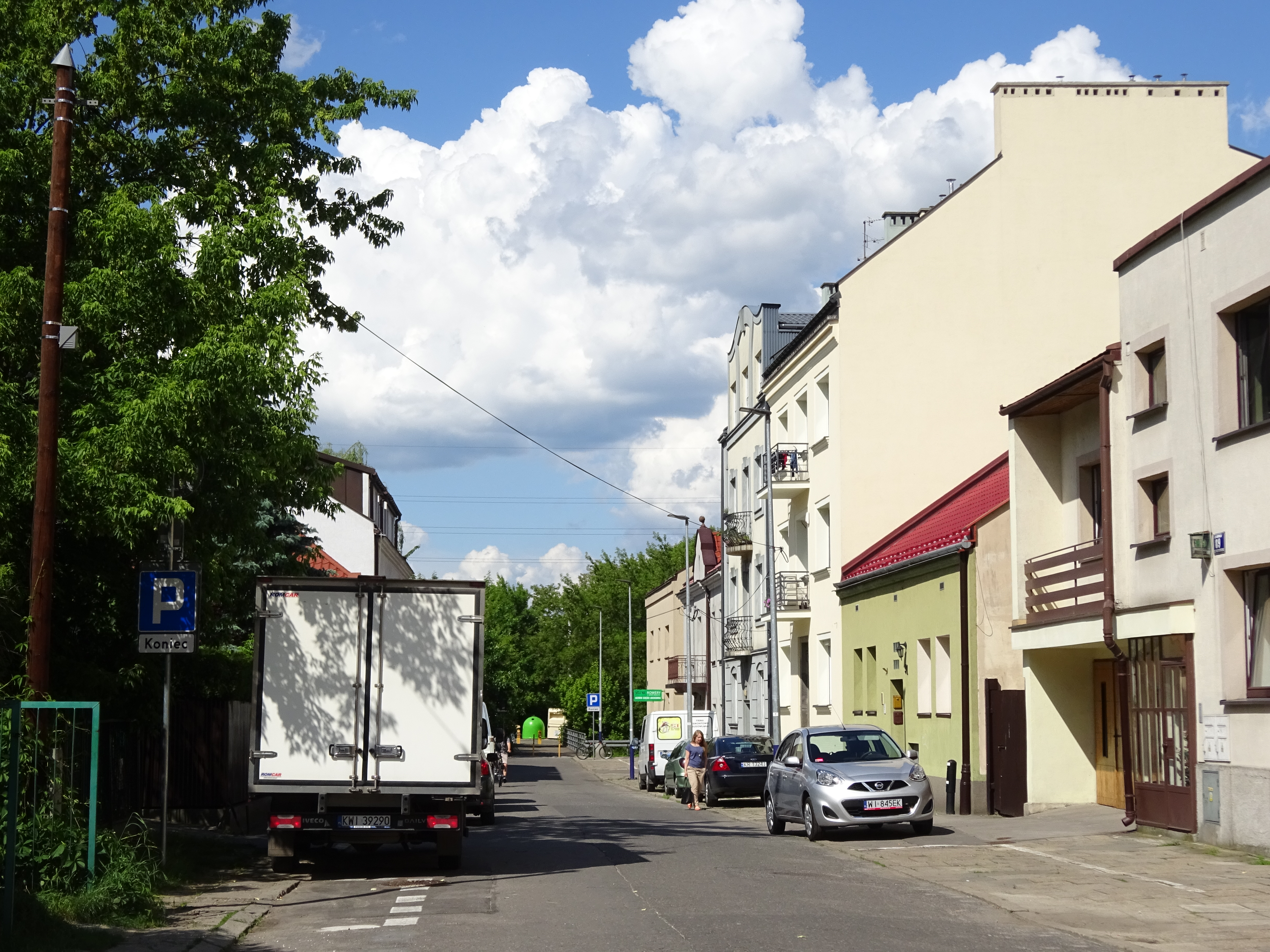
Ostatni odcinek ulicy przed rzeką Białuchą, widok na północ.